# موش یوکاتان
موش یوکاتان (نام علمی: Peromyscus yucatanicus) نام یک گونه از سرده موش‌های آهویی است.